# Bertold (karmelita)
Święty Bertold (ur. w XII w. w Lombardii, zm. ok. 1195 na Górze Karmel) – pustelnik, uważany za pierwszego przełożonego mnichów na Górze Karmel, późniejszego zakonu karmelitów (OCarm), święty Kościoła katolickiego.
Bertold urodził się w drugiej połowie XII wieku. Najnowsze badania dowodzą, iż błędnie mniemano o życiu dwóch generałów zakonu o imieniu Bertold. Późniejsza hagiografia rozdzieliła postać drugiego generała karmelitów, którego wybrano na urząd około 1230 roku opisując pochodzącego z Kalabrii pierwszego generała o przydomku Malefaid i czwartego z kolei Lombardczyka. Bertolda Malefaida otoczono kultem jako świętego.
Zgodnie z utrwaloną tradycją uważano do tej pory iż Bertold Malefaid z bratem Aymerikiem przybył do Ziemi Świętej wraz z II Krucjatą (1147–1149), a po jej zakończeniu schronił się na Górze Karmel. Tam też stworzył wspólnotę pustelników. W międzyczasie Aymerik, jako legat Stolicy Apostolskiej został patriarchą Antiochii i ustanowił św. Bertolda pierwszym przeorem tej wspólnoty, nadając jej regułę. 
W tym też czasie powstał pierwszy klasztor karmelitów oraz kaplica poświęcona Błogosławionej Dziewicy Maryi.
Bertold zmarł na Górze Karmel, a w 1564 roku kapituła generalna zakonu zaaprobowała jego kult, potwierdzony 12 lat później (1576) prawdopodobnie przez papieża. Aprobata kultu nastąpiła ostatecznie w 1672 roku.
Jego wspomnienie obchodzone jest 29 marca.